# Xylotrechus diversesignatus
Xylotrechus diversesignatus är en skalbaggsart som beskrevs av Maurice Pic 1908. Xylotrechus diversesignatus ingår i släktet Xylotrechus och familjen långhorningar. Inga underarter finns listade i Catalogue of Life.